# BIP Investment Partners
BIP Investment Partners S.A. (LuxSE: BIP) — инвестиционная компания, расположенная в городе Люксембург. Компания занимается частными капиталовложениями, особенно инвестициями венчурного капитала в стартапы и инвестициями в крупные стабильные компании в Люксембурге.
Компания была основана в 2000 году как совместное предприятие между Banque Générale du Luxembourg (BGL) и несколькими более мелкими партнерами. После ребрендинга в 2006 году компания стала называться BIP Investment Partners, до этого BGL Investment Partners. BIP имеет листинг на Люксембургской фондовой бирже.